# Dromedopycnon arthritis
Dromedopycnon arthritis là một loài nhện biển trong họ Ammotheidae. Loài này thuộc chi Dromedopycnon. Dromedopycnon arthritis được miêu tả khoa học năm 2004 bởi Bamber.